# Spoorlijn Holzkirchen - Rosenheim
De spoorlijn Holzkirchen - Rosenheim, ook wel Mangfalltalbahn genoemd, naar de Mangfall, een 58 km lang zijriviertje van de Inn, is een spoorlijn tussen Holzkirchen en Rosenheim in de Duitse deelstaat Beieren. De lijn is als spoorlijn 5622 onder beheer van DB Netze.
Het traject maakte deel uit van de historische Bayerische Maximiliansbahn, een spoorlijn tussen Ulm in de deelstaat Baden-Württemberg en de Oostenrijkse grens bij Kufstein en bij Salzburg.

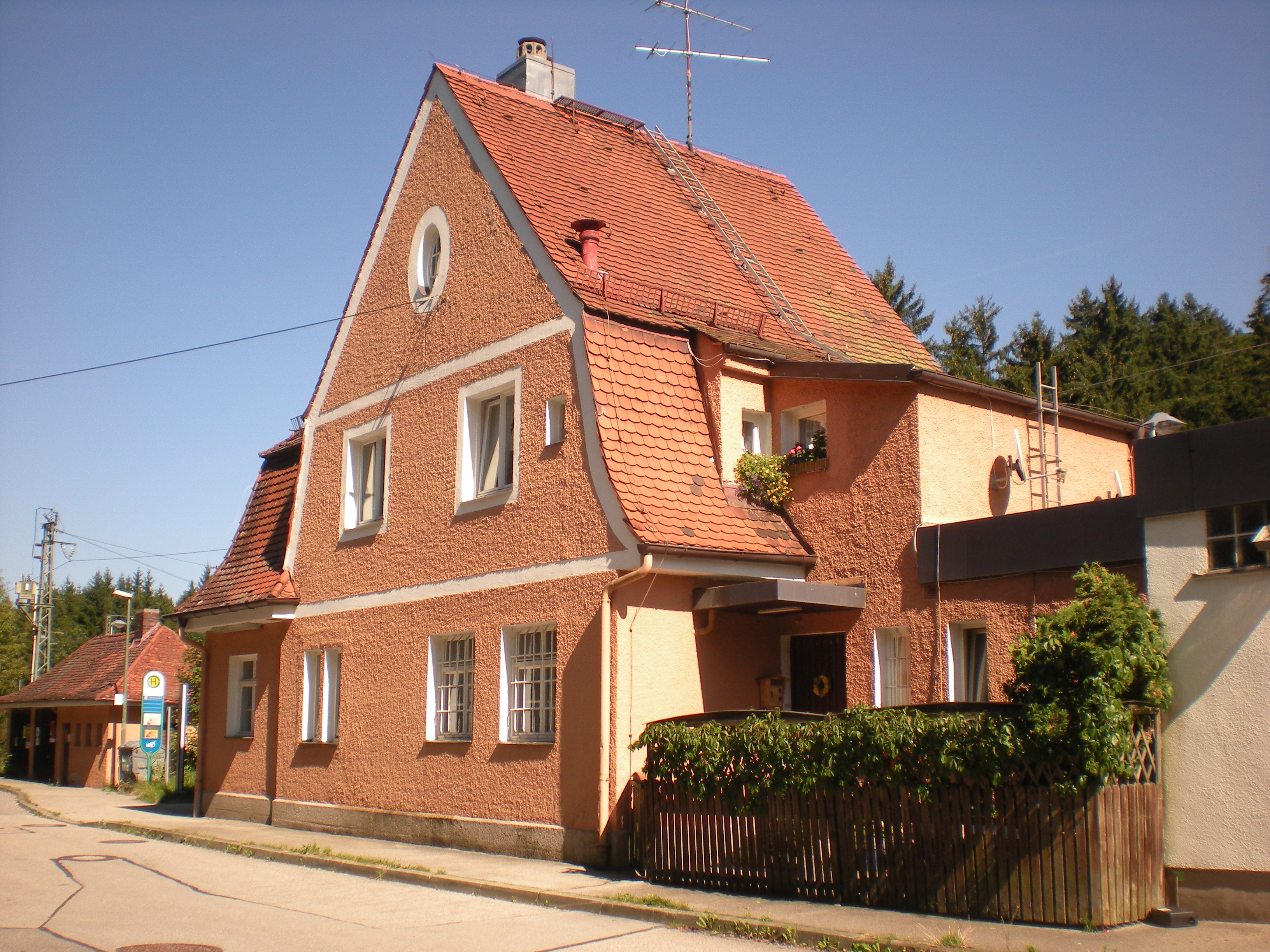
Ontvangsthal van het treinstation aan de Kreuzstraße gezien van de straatzijde.
Logo Mangfalltal-Bahn

## Geschiedenis
De Königlich Bayerischen Staats-Eisenbahn legde het 38,2 km lange traject aan. Op 31 oktober 1857 werd het traject geopend.

## Ongeval
Op 9 februari 2016 kwam om 6.48 uur op de spoorlijn Holzkirchen - Rosenheim ter hoogte van de zuiveringsinstallatie van  Bad Aibling tot een frontale botsing tussen twee treinen van Meridian. Door de frontale botsing verloren uiteindelijk 12 mensen het leven, 81 mensen raakten gewond. Het treinongeval bleek achteraf het gevolg van menselijk falen.

## Treindiensten

### Deutsche Bahn
De Deutsche Bahn verzorgde tot 12 december 2013 het personenvervoer op dit traject met RE- en RB-treinen.

### Meridian
Sinds 15 december 2013 verzorgt Meridian het personenvervoer.

## Aansluitingen
In de volgende plaatsen is er een aansluiting van de volgende trajecten:

### Holzkirchen
- München - Lenggries spoorlijn tussen München en Lenggries

### Kreuzstraße
- München-Giesing - Kreuzstraße spoorlijn tussen München-Giesing en Kreuzstraße

### Rosenheim
- München - Rosenheim spoorlijn tussen München en Rosenheim
- Rosenheim - Mühldorf spoorlijn tussen Rosenheim en Mühldorf
- Rosenheim - Salzburg spoorlijn tussen Rosenheim en Salzburg
- Rosenheim - Kufstein spoorlijn tussen Rosenheim en Kufstein

## Elektrische tractie
Het traject werd in 1933 geëlektrificeerd met een spanning van 15.000 volt 16⅔ Hz wisselstroom.